# Guardia Sanframondi
Guardia Sanframondi es una comuna de casi 6.000 habitantes de la provincia de Benevento, y dista de su cabecera de provincia por alrededor de 28 km. Se presenta como un característico burgo medieval que domina todo el Valle Telesina. La ciudad samnita está situada en una colina, que ofrece un excelente clima y bellos paisajes. Es parte de la Comunidad de Montaña del Titerno.

## Historia
Son diversas las opiniones de los estudiosos acerca del origen de la ciudadela. Algunos se remontan a la época romana o samnita, otros a la época lombarda, otros todavía al período normando. Ciertamente, el actual territorio Guardiesi se habitó desde la prehistoria, como demuestran los objetos del Paleolítico inferior. En favor de la tesis de época romana o prerromana se cita la ubicación geográfica favorable, ideal para cualquier solución de carácter militar. La siguiente hipótesis nace de la entrada de los lombardos en Italia, con la consiguiente creación del Ducado de Benevento. El sitio pasó a ser llamado Vico Fremondo o Vico San Fremondo. La tercera hipótesis supone la creación del lugar por los normandos, cuando el lugarteniente Guillermo de Raone la denominó Sanframondo; de tal época tiene el castillo, uno de los más importantes monumentos locales. Alrededor de la fortaleza se ha desarrollado gradualmente la comuna, llegando a mediados del siglo XV.

## Demografía
| Gráfica de evolución demográfica de Guardia Sanframondi entre 1861 y 2001 |
|                                                                           |
| Fuente ISTAT - elaboración gráfica de Wikipedia                           |